# Louisbourg (Nouvelle-Écosse)
Pour les articles homonymes, voir Louisbourg.
Louisbourg (ou Luipo'lk en micmac) est une localité située dans la province de Nouvelle-Écosse au Canada, sur la côte est de l’île du Cap-Breton, intégrée depuis 1995 à la municipalité régionale du Cap-Breton.

## Histoire
Louisbourg est une ancienne ville de la colonie française de l'Île Royale. Fondée en 1713, la ville est ensuite choisie par le gouvernement français pour y bâtir une grande forteresse chargée de défendre l'entrée du Canada français par le fleuve Saint-Laurent. La place connaît une certaine prospérité, mais elle est perçue comme une grave menace pour la sécurité de la Nouvelle-Angleterre. Prise une première fois en 1745, elle est rendue à la France en 1748, avant d'être définitivement ruinée lors de la guerre de Sept Ans, en 1758. Elle cesse d'exister en tant qu'entité autonome en 1760, pour ensuite renaître huit ans plus tard sous l'appellation anglicisée de Louisburg.
Le 6 avril 1966, l'Assemblée législative de la Nouvelle-Écosse vote le changement de nom de la ville et rétablit l'orthographe française « Louisbourg ».

## Économie
La ville vit principalement du tourisme et de la pêche.

## Tourisme
La principale attraction touristique de Louisbourg est la forteresse française, détruite en 1760 et partiellement reconstruite à partir de 1961, lieu historique national exploité par Parcs Canada.
Parmi les autres points d'intérêt, il y a le phare de Louisbourg, construit en 1924. C'est le site du premier phare de l'histoire du Canada (et le deuxième d'Amérique du Nord) qui avait été construit au même endroit en 1731 par les Français. Il y a également l'ancienne gare de Louisbourg, monument protégé qui abrite le Sydney et Louisburg Railway museum.
Chaque année, au début du mois d'août, la ville organise depuis 1993 un festival du crabe ("The Crabfest"), alliant gastronomie locale et musique, qui attire plus de 5 000 visiteurs.